# فيكاري
فيكاري وذكرها الإدريسي باسم بيقو (بالإيطالية: Vicari)‏ هي بلدية في مقاطعة باليرمو في صقلية الإيطالية.

## السكان
في سنة 1861 بلغ عدد السكان 3٬807 نسمة، وتطور العدد ليصل في سنة 2011 لـ 2٬948 نسمة.
يظهر هذا المخطط البياني تطور النمو السكاني لـ فيكاري